# Deltolidia magnifica
Deltolidia magnifica är en insektsart som beskrevs av Nielson 1996. Deltolidia magnifica ingår i släktet Deltolidia och familjen dvärgstritar. Inga underarter finns listade i Catalogue of Life.